# 经济社会学
经济社会学（Economic sociology）是以經濟現象為研究主題的社會學次領域，是经济学和社会学的交叉学科。对于经济社会学的定义，早期的社会学家和经济学家都没有明确定义，直到1976年斯梅尔瑟才给出了一个明确的定义：“经济社会学是运用社会学的基本框架、变项和解释模型，研究同稀缺物品及服务的生产、分配、交换和消费有关的复杂行为。”

## 歷史背景
- 古典期的傳統

社會學的早期奠基者如馬克思、馬克斯·韋伯、齊美爾、涂爾幹，皆各自提出對功利主義、邊際效益、古典經濟學等經濟學思想的檢討與批判。
馬克思對資本主義的分析一方面援引當時政治經濟學的思想成果，但卻也提出勞動價值理論跟階級生產關係等觀點來批判資本主義經濟學預設的理性市場觀點。
韋伯強調「理性地追求利益」這種「經濟人」的理念型雖然是理解現代人各種行動的重要社會學工具，但是其他的行動理念型－如傳統、慣習、價值理性－也同等重要，在觀察分析實際的經濟行為跟現象時，不能只單獨地考慮理性利益；而且經濟制度以外的社會制度與價值跟經濟活動總是交互影響。
齊美爾在貨幣哲學一書中提出使用貨幣這一經濟行為包含了現代生活主觀價值與客觀條件的變遷。
涂爾幹的社會分工論基本上就是在批判功利主義的理性社會契約學說。
經濟社會學尤其注重以社會層面的觀點檢視人類在經濟活動上彼此互動的要素和影響，其中更包括階級不平等、人心異化、資源分配不平等、經濟行為意義的互動等等方面的解析。
經濟社會學也強調經濟制度在歷史的變遷感受力，如從傳統農業過渡到工業社會的社會之間差異性，並從中去探討兩者之間的內容作對比。

## 主要研究主題
- 經濟活動中的網絡與社會鑲嵌
- 文化認同,日常生活,消費與經濟
- 全球化影響,世界體系,商品鏈結
- 政治與經濟,後社會主義經濟轉型之種種

## 經濟制度
所謂經濟制度，指的是政府擁有多少權力和管理權掌控經濟政策或從中介入市場的力量。以亞當斯密《國富論》的詞彙來說，是「一雙看得見的手」進行對市場的操控程度。
相反地，國家也可以完全不干涉市場內部。放其自然讓市場進行競爭。亞當斯密認為，市場有雙看不見的手，會對市場進行調節，那就是供需理論內容的含意。(古典經濟學的範疇。)
現在的國家大多數不會完全選擇其中之一，通常介於兩者之間。然而在實際的狀況上，會因為各國不同政府的政策和影響力，而有著不一樣介入企業的程度。

### 資本主義
指私人擁有資本或生產工具，並可以依靠兩者的投入與投資從中獲取利益的制度。其中擁有私人財產與政府放任市場自然發展為兩大特徵。
資本主義是以追求最大利益為目標的經濟制度。韋伯認為資本主義的理念符合新基督教以勤奮、努力工作獲取對上帝的理念。認為基督新教是資本主義擴展原因之一。

#### 放任主義
亞當斯密認為，政府不應該有任何一絲的公權力介入市場中，認為會危害到市場彼此相其競爭與進步的空間。

### 社會主義
指國家政府握有基礎產業的管理權與權力，並會透過政府權力與政策制定(指福利制度)，來其影響市場資源中的分配與調度。社會主義的宗旨在於滿足所有社會大眾的基本民生需求。但是社會主義會令國家政府的支出大大增加，同時會抬高國債的可能。
和資本主義的差異在於:不以追求資本利益最大為目標，而是以滿足社會民生基礎需求為目的。因此私人所擁有財產或多或少會因為政府課稅的緣故而被拿走一部分。

### 共產主義
指政府擁有全部的財產的權力和管理權，其不讓私人擁有任何財產的可能，而是經由政府統一分配與發放資源的經濟制度。是經濟制度最極端的一種。
個人不能因為自身能力的差異而獲取相對更多的報酬，相反地，這些一切都會被政府所拿走，並且只收到和他人無異的配給。因此會產生容易偷雞摸狗、無人真正願意參與生產的現象。
共產主義是馬克思的哲學理念，他依據歷史唯物論的觀點，認為人類社會的歷史會經歷五個發展階段，其中共產主義是人類社會最終的社會階段。

## 經濟制度的趨勢與歷史變革

### 原始共產社會
是人類遠古歷史的時代，此時代的人類依靠游牧與狩獵的生產方式獲取食物，並且統一分配給彼此的制度。
生產關係、生產力和社會階層尚不明顯、雖然已擁有私人財產(如貝殼、稀珍石頭等)，但是礙於保管與保存的緣故而尚未造成差異，且人與人彼此的連帶同質性高，情感連帶強。

### 園藝社會
個人會因為能力或著是權力擁有的差異，造成私人財產不同的情況。此時代的人類邁入農業社會，一族宗長或長老成為社會階層的權力結構。
生產力與生產關係尚非明確，但是已經造成私人財產差異化的現象。

### 封建社會
是一個地主提供土地和社會秩序維護與軍隊保護作為籌碼，換取農民以勞動力所生產財物的社會。因為彼此間具有契約關係，又稱為契約社會。
此時代的社會階層與生產關係明顯，且地主更能透過契約或是血統的緣故，對農民的社會流動與地域空間的流動造成發展的阻礙。
古中國以商周朝為封建時代，各地方的諸侯國即是地主，而以社會治安換取農民的生產物。

### 帝國官僚制社會
指政府以中央集權權力施加的方式，獲取對農民或生產者所生產的財物。例如古中國，朝廷是權力中心，透過剝削與壓迫農民方式獲取財物。(見徭役)
古中國歷史上有數多次的民變，是因為天氣氣候不佳導致農作物生長不出，再加上政府課稅卻又不享於民的緣故，而造成中國歷史上的民變。如:大澤鄉起義導致了秦朝的末路。

## 工業時代
工業時代是一個以機械生產為主要動力於取代人力與獸力。機械化的生產大大提高了人類生產的產能，但亦造成勞工創新異化，且資本家剝削的情況更為加深。同時社會階層更為明顯、也更深化了生產關係之間的差異性。

### 工業化
英國是首先開創工業時代的國家。強調使用大量的機械生產以取代人獸力的過程。

#### 18世紀
在18世紀時，內需市場的擴大產生供不應求的情況，造成朝向工業化發展的情況。
此時期的資本家具有生產器具與資本、工頭具有人力資源與生產技術。資本家透過外包制的方式進行生產以獲取利潤。

#### 19世紀
但是在19世紀，外包制卻開始無法滿足內需市場的需求，加上會產生工頭不當監工或是產生欺瞞資本家的現象，在美國，強調以科學理性的方式管理方式的泰勒主義油然而生，也產生相對應的人際關係理論的學說。
此時代的管理理論強調以理性化、科層制的方式管理勞工，但同時也造成勞工與勞動力分離的情況，即異化。

### 疏離感理論

#### 20世紀
20世紀初，亨利福特研發出第一條生產的配裝線。這是一個各部位以單純唯一功能，再透過連帶線的方式加以集中零件組裝的生產方式。有效大幅降低生產成本，達到大量生產的理念。
福特的配裝線之生產邏輯廣泛被其他產業所模仿使用，並造成一段時期的經濟繁榮。
但是在內需市場漸漸趕不上大量生產所造成的程度，而產生落差。即是有效需求趕不上拱給，造成供過於求的情況，因而引發了經濟大蕭條的通貨緊縮的現象。
在20世紀中葉，美國政府藉由第二次世界大戰與經濟大蕭條為理由，展開一連串以擴大政府支出和開辦社會福利制度的行動，這是以凱因斯的總體經濟學為出發的理念。
小羅斯福總統執行新政，挽救了當時美國人民的經濟不景氣的情況，但同時也得以讓美國國債的金額數目增加。
1970年代，發生石油危機、加上美國因越戰大幅增加支出的情況造成另一波的經濟不景氣。

## 後工業時代
通常以1970年代為後工業時代的主要趨勢。貝爾在1970年代完成《後工業時代來臨》之書，認為後工業的經濟生產模式走向以知識、資訊、服務業為主要的時代，同時也面臨全球化經濟產業變遷快速的問題，使企業走向彈性、小量的扁平組織模式進行生產。以一國的服務業在產業高達一定比重為標準，是達成後工業時代的重要門檻。
國際金融投機家、政治行動者喬治·索羅斯是最積極的後工業時代理論倡導者，並積極用其財力在各國推廣理念，主張一個國家要走服務業和金融業為主的經濟，反對大興土木的公共設施、重工業、水壩等興建，認為宏偉且由官方修建的建築是「現代法老金字塔」效應，有助加強集體主義和威權統治。喬治亞、烏克蘭、吉爾吉斯相關社會運動都看見索羅斯身影，1992年的《全球策略信息 Executive Intelligence Review》雜誌就揭露中國趙紫陽的垮臺與其勾連索羅斯有關，同時亞洲金融危機後1998年中共中央刊物參考消息論證所謂「後工業時代」理論是一種陰謀，是要眾多新興國家放棄製造業和重工業，靠容易被外部操控的軟性產業維生，永遠淪為歐美的經濟殖民地和意識形態殖民地，一個國家可以有少數行業走向後工業時代但經濟主體永遠必須是大量工業製造業，事後也證明中國大陸走向了與索羅斯理論完全相反的發展模式。

### 知識經濟
知識為最高價商品。例如在1970年代以後電腦科技的興起，加上積體電路板的被發明，使得PC電腦成為一塊領域的市場，強調使用電腦減少出錯和簡化流程的功能。但電腦硬體的原料成本極度便宜，主要售價價值來自於積體電路的設計知識和製程知識，而軟體產業則幾乎沒有原料成本，所有價值都來自知識。

### 資訊經濟
網際網路日漸盛起一股一種風潮，人與人彼此間可以加快傳遞訊息與接收資訊，大量資料處理的節點公司可以累積這些資料後採用資料挖掘技術去分析出其中潛在的價值，剖析顧客行為和當代潮流、政治活動等訊息，從而無形的資訊和其分析結論變成一種高價值商品。

### 服務經濟
對於薪資發展到高收入的國家，其製造業出口必定陷入不利地位，而服務業是一大支撐此種高薪資同時又能運轉的產業，因為顧客是本國人所以消費額以本國收入水準計價，同時服務體驗和文化體驗是一種無實體成本行情的商品，完全看顧客方認定其價值多少，所以有賣出高價值的可能性以支持高薪資。

## 外部連結
- http://www.wiley.com （页面存档备份，存于）